# Ramūnas Navardauskas
Ramūnas Navardauskas (Šilalė, 30 januari 1988) is een Litouws voormalig wielrenner.

## Carrière
Navardauskas werd in 2005 nationaal kampioen tijdrijden bij de junioren en een jaar later nationaal kampioen bij zowel de beloften als de elite. In 2010 won hij Luik-Bastenaken-Luik voor beloften en eindigde als vierde in de Ronde van Vlaanderen voor beloften. In 2011 maakte Navardauskas zijn debuut op het hoogste wielerniveau bij het Amerikaanse Garmin-Cervélo. Als neo-prof maakte hij ook meteen al zijn debuut in de Ronde van Frankrijk.
In de Ronde van Italië van 2012 veroverde hij als eerste Litouwer de roze trui, nadat hij met zijn ploeg de vierde etappe (een ploegentijdrit) won. Hij droeg de trui twee dagen. Een jaar later was hij weer succesvol in de Giro met het winnen van de elfde etappe.
In 2014 zorgde Navardauskas wederom voor een primeur door als eerste Litouwer een etappe (de negentiende) in de Ronde van Frankrijk te winnen. Eerder dat jaar werd hij onder meer elfde in Milaan-San Remo en won hij een etappe en het eindklassement in de Ronde van de Sarthe.
In 2015 werd Ramūnas Navardauskas voor de derde keer nationaal kampioen tijdrijden. Ook won de Litouwer voor het tweede jaar op rij de Ronde van de Sarthe. Op het wereldkampioenschap op de weg sprintte Navardauskas achter Michael Matthews naar een derde plaats, nadat drie seconden eerder Peter Sagan al over de finish was gekomen.
In de wegwedstrijd op de Olympische Spelen in Rio de Janeiro eindigde Navardauskas op plek 35, op ruim twaalf minuten van winnaar Greg Van Avermaet.

## Belangrijkste overwinningen
2005
4e etappe Coupe du Président de la Ville de Grudziadz
 Litouws kampioen tijdrijden, Junioren
2006
Proloog Tour du Pays de Vaud
2007
 Litouws kampioen op de weg, Elite
 Litouws kampioen op de weg, Beloften
2e etappe Ronde van Luik
2010
Luik-Bastenaken-Luik, Beloften
2e etappe Ronde van de Isard, Beloften
2e etappe Boucles de la Mayenne
2011
 Litouws kampioen op de weg, Elite
2e etappe Ronde van Frankrijk (ploegentijdrit)
2012
2e etappe Ronde van Qatar (ploegentijdrit)
Jongerenklassement Ronde van Qatar
4e etappe Ronde van Italië (ploegentijdrit)
 Litouws kampioen tijdrijden, Elite
GP Marcel Kint
2013
2e etappe Ronde van Romandië
11e etappe Ronde van Italië
2014
4e etappe Ronde van de Sarthe
Eindklassement Ronde van de Sarthe
 Litouws kampioen tijdrijden, Elite
19e etappe Ronde van Frankrijk
Puntenklassement Ronde van Alberta
2015
Eindklassement Ronde van de Sarthe
 Litouws kampioen tijdrijden, Elite
2016
 Litouws kampioen op de weg, Elite
2017
3e etappe Ronde van San Juan
2018
Sprintklassement Ronde van Cappadocia
1e etappe Ronde van de Zwarte Zee
Eind- en bergklassement Ronde van de Zwarte Zee
2019
 Litouws kampioen op de weg, Elite

## Resultaten in voornaamste wedstrijden
| Jaar | Ronde van Italië | Ronde van Frankrijk | Ronde van Spanje |
| ---- | ---------------- | ------------------- | ---------------- |
| 2011 |                  | 157e                |                  |
| 2012 | 137e             |                     |                  |
| 2013 | 87e (1)          | 120e                |                  |
| 2014 |                  | 141e (1)            |                  |
| 2015 |                  | 143e                |                  |
| 2016 | 122e             | 134e                |                  |
| 2017 |                  |                     |                  |
| 2018 |                  |                     |                  |
| 2019 |                  |                     |                  |

| Jaar | Milaan-San Remo | Amstel Gold Race | Luik-Bast.‑Luik | Parijs-Tours | Waalse Pijl |  | WK op de weg |  | Wereldranglijsten |
| ---- | --------------- | ---------------- | --------------- | ------------ | ----------- |  | ------------ |  | ----------------- |
| 2011 | opgave          |                  |                 |              |             |  |              |  |                   |
| 2012 |                 |                  |                 | opgave       |             |  | 8e           |  |                   |
| 2013 | 70e             |                  |                 |              |             |  | opgave       |  | 102e (UWT)        |
| 2014 | 11e             | 71e              | opgave          | opgave       | 85e         |  | 15e          |  | 41e (UWT)         |
| 2015 | 40e             | 113e             |                 |              | opgave      |  | ↑            |  | 75e (UWT)         |
| 2016 | 41e             |                  |                 |              |             |  | opgave       |  | 221e (UWT)        |
| 2017 |                 |                  |                 |              |             |  |              |  |                   |
| 2018 |                 |                  |                 |              |             |  |              |  |                   |
| 2019 |                 |                  |                 | opgave       |             |  |              |  |                   |

## Ploegen
2007 –  Klaipeda/Splendid Cycling Team
2008 –  Ulan
2009 –  Team Piemonte (tot 31 mei)
2011 –  Team Garmin-Cervélo
2012 –  Garmin-Sharp
2013 –  Garmin Sharp
2014 –  Garmin Sharp
2015 –  Team Cannondale-Garmin
2016 –  Cannondale-Drapac Pro Cycling Team 
2017 –  Bahrain-Merida
2018 –  Bahrain-Merida
2019 –  Delko Marseille Provence
2020 –  NIPPO DELKO One Provence
1. ↑  Tot 30 juni heette de ploeg Cannondale Pro Cycling Team, maar na het aantrekken van Drapac als cosponsor werd de naam per direct veranderd.